# FCGR2A
Low affinity immunoglobulin gamma Fc region receptor II-a là protein ở người được mã hóa bởi gen FCGR2A.

## Tương tác
FCGR2A có khả năng tương tác với PIK3R1 và Syk.